# Crno jezero (Treskavica)
Crno jezero je jezero u Bosni i Hercegovini na planini Treskavici, udaljeno je od Velikog jezera oko 700 metara, sjeverozapadno, na 1675 metara nadmorske visine. Dužina jezera je oko 150 metara, širina oko 100 metara, a dubina oko 3 metra.